# 小石虎胡同
39°54′35″N 116°22′31″E / 39.9097407°N 116.3751886°E
小石虎胡同，是位于中国北京市西城区中部的一条胡同。

## 简介
小石虎胡同为东西走向，东到横二条，西到西单北大街，全长199米，平均宽4米。明朝称石虎胡同，据说原来胡同内的一座古庙前面有石雕的小虎，故得名。1965年北京市整顿地名，将果匣胡同并入，为避重名，更名为小石虎胡同。果匣胡同是北侧的一条南北曲折走向的死胡同，原来名为火匣子胡同，后来谐音改称果匣胡同。
《京师坊巷志稿》卷上记载，小石虎胡同33号院曾先后是明朝东阁大学士周延儒、清朝吴三桂之子吴应熊的府第。清朝雍正三年（1725年），在这里建右翼宗学，乾隆十九年（1754年）右翼宗学迁往东绒线胡同以后，这里先后成为军机大臣裘曰修、贝子绵德的宅第。1913年改成蒙藏专门学校。1924年，在其东侧的院内建松坡图书馆第二馆，松坡图书馆是为纪念蔡锷（字松坡）而得名。1949年之后，这里先是中央民族学院附中校址，后来由国家民委中民公司使用，再后来被国家民委出租成为民族大世界，2010年代腾退并维修。此处作为国立蒙藏学校旧址被列为全国重点文物保护单位。